# Advanta Championships 2004
Advanta Championships 2004 — тенісний турнір, що проходив на закритих кортах з твердим покриттям The Pavilion у Філадельфії (США). Належав до турнірів 2-ї категорії в рамках Туру WTA 2004. Відбувсь удвадцяте і тривав з 1 до 7 листопада 2004 року. Перша сіяна Амелі Моресмо виграла свій другий підряд титул в одиночному розряді й отримала 93 тис. доларів США.

## Фінальна частина

### Одиночний розряд
Амелі Моресмо —  Віра Звонарьова 3–6, 6–2, 6–2
- Для Моресмо це був 5-й титул в одиночному розряді за сезон і 15-й — за кар'єру.

### Парний розряд
Алісія Молік /  Ліза Реймонд —  Лізель Губер /  Коріна Мораріу 7–5, 6–4